# Karina Ibragimowa
Karina Chabirowna Ibragimowa (ros. Карина Хабировна Ибрагимова; ur. 8 lipca 1996 r. w Kokczetawie) – kazachska bokserka, brązowa medalistka mistrzostw świata. Występowała w kategoriach od 60 do 64 kg.
Na mistrzostwach świata w Nowym Delhi zdobyła brązowy medal w rywalizacji do 60 kg. W pierwszej rundzie wygrała z Algierką Imane Khelif, a w drugiej – z Wu Shih-yi reprezentującą Chińskie Tajpej. Z kolei W ćwierćfinale pokonała Chinkę Yang Wenlu, natomiast w półfinale przegrała 0:5 z Irlandką Kellie Harrington.
W 2024 roku wzięła udział w Letnich Igrzyskach Olimpijskich 2024, gdzie w rywalizacji kobiet do 57 kg odpadła w pierwszej walce z Ashleyann Lozadą.